# Arco de Alejandro Severo
El Arco de Alejandro Severo, consiste actualmente en los restos de una estructura que formaban un arco triunfal dedicado al emperador romano Alejandro Severo en el yacimiento arqueológico de Dougga en Túnez.
Se encontraba cercano al templo de Juno Caelestis y también cerca de una de las cisternas de Dougga, la de Aïn El Hammam. Fue construido en el siglo III, hacia el 230. El arco de cuatro metros de abertura, está sostenido por dos pies decorados con hornacinas rectangulares poco profundas, aún se conserva en buen estado pero la parte superior se encuentra deteriorada. Estuvo realizado como agradecimiento al emperador por los privilegios concedidos a la ciudad.